# Славко Кодрња
Славко Кодрња (Загреб, 12. април 1911 — Загреб, 23. новембар 1970) је био југословенски и хрватски фудбалер.

## Каријера
Славко Кодрња играо је за Конкордију, швајцарски Јанг бојс, три француска клуба Сент Етјен, Антиб, Сошо и за португалски клуб Порто.
Са Конкордијом је у размаку од 10 година освојио два првенства, југословенско 1931/32. и у НДХ 1942. године, а са Портом је освојио португалско првенство 1940. године.
За време свог наступа у Порту, заједно са португалским представником Фернандом Пеиротеом, освојио је Бола де Прата, трофеј најбољег стрелца португалске лиге.

## Трофеји (као играч)

### Конкордија
- Првенство Краљевине Југославије (1) : 1931/32.
- Првенство НДХ (1) : 1942.

### Порто
- Првенство Португала (1) : 1939/40.

### Индивидуална признања
- Најбољи стрелац првенства Португала (1) : 1939/40.

## Трофеји (као тренер)

### Борац Бања Лука
- Трећа лига Југославије (1) : 1952/53.

### Репрезентација Етиопије
- Афрички куп нација : сребро 1957.
- Афрички куп нација : бронза 1959.

## Репрезентација
За репрезентацију Југославије одиграо је 4 утакмице и постигао 4 гола, а за селекцију НДХ наступио је 1942. против Румуније у Букурешту (2:2).

### Голови за репрезентацију Југославије
| #  | Датум           | Место    | Противник    | Резултат | Такмичење     |
| -- | --------------- | -------- | ------------ | -------- | ------------- |
| 1. | 3. јун 1933.    | Букурешт | Грчка        | 5:3      | Балкански куп |
| 2. | 3. јун 1933.    | Букурешт | Грчка        | 5:3      | Балкански куп |
| 3. | 3. јун 1933.    | Букурешт | Грчка        | 5:3      | Балкански куп |
| 4. | 6. август 1933. | Загреб   | Чехословачка | 2:1      | Пријатељска   |